# إيفن ماكاي
إيفن ماكاي (بالإنجليزية: Iven Mackay)‏ (و. 1882 – 1966 م) هو ضابط أسترالي، ولد في جرافتون، بدأ مشواره المهني سنة 1913، ويحمل رتبة عسكرية Lieutenant general (Australia) ‏، توفي في سيدني، عن عمر يناهز 84 عاماً.

## التعليم
تعلم في جامعة سيدني
.

## الخدمة العسكرية
خدم في جيش أستراليا.

## جوائز
حصل على جوائز منها:
- نيشان الإمبراطورية البريطانية من رتبة فارس قائد
- نيشان الخدمة المتميزة  [لغات أخرى]‏
- شريك وسام القديس ميخائيل والقديس جورج  [لغات أخرى]‏